# 沃罗塔湖水怪
沃罗塔湖水怪（英語：Vorota beast）是报导在俄罗斯西伯利亚东部的沃罗塔湖目击的湖怪。沃罗塔湖是索尔东诺赫（/）高原有湖怪目击报告的几个湖泊之一。保存于俄罗斯科学院的一份历史文献《苏联科学院东西伯利亚分院拉宾基尔(Labynkyr)地质勘探队日志》中记载了两位苏联科学家的目击报告。
1953年7月30日，地质学家维克托·特维尔多赫列博夫（Viktor A. Tverdokhlebov）和鲍里斯·巴斯卡托夫（Boris Bashkatov）带领一个小队在湖边做地质研究。为了拾柴火，两位科学家登上一座小山岗，完全是偶然地发现湖水里有一个生物在游动，速度很快。它游动的轨道呈弧形，先是沿着湖边游，然后径直朝他们的方向游来。湖面上稍稍露出长圆形的灰黑胴体，上面能清楚看到两个像动物眼睛的对称亮点，从身体内还竖起一根类似棍子的东西。他们只看到该动物的一小部分，它庞大的身躯理应在水底下，因为它游得很吃力，稍稍露出水面后向前一扑，然后又全身潜入水下，露出水面时还吧嗒嘴，像是在捕捉鱼类。它的头大约6英尺宽，身体大约30至40英尺长。在它的肉峰上有一个大的鳍。
20世纪60年代，有几个地质学家也声称看到了一个背上有鳍的巨大灰色生物。